# Strada statale 554 Cagliaritana
La strada statale 554 Cagliaritana (SS 554) è una strada statale italiana situata in Sardegna. Funge da tangenziale dell'hinterland del capoluogo sardo e, in quanto tale, la principale arteria della città metropolitana di Cagliari.
Breve ma trafficata è lunga 29,142 km; raccorda al capoluogo Pirri, Selargius, Monserrato, Quartucciu e Quartu Sant'Elena.
La strada è sotto la gestione del compartimento di Cagliari dell'Anas.

## Caratteristiche
Il suo tracciato presenta caratteristiche di superstrada, con due corsie per senso di marcia.
L'arteria, realizzata tra gli anni '60 e '70 del XX secolo funge anche da raccordo tra l'area metropolitana di Cagliari e le principali infrastrutture stradali che si snodano verso nord e ovest (strada statale 131 Carlo Felice, strada statale 130 Iglesiente) e verso la costa sud-orientale dell'isola (strada statale 125 Orientale Sarda).

## Storia
I primi interventi di ammodernamento del tracciato originario sono stati, alla fine degli anni Duemila, la chiusura dell'incrocio di Is Corrias e l'eliminazione dell'intersezione a raso con via San Fulgenzio di Monserrato grazie alla realizzazione di uno svincolo a servizio della cittadella e del Policlinico Universitario, il ponte Emanuela Loi.
A chiusura di un iter iniziato nel 2008, nel 2015 la Regione Sardegna, la Provincia di Cagliari, l'ANAS, e i comuni di Cagliari, Monserrato, Quartu Sant'Elena, Quartucciu e Selargius hanno sottoscritto un accordo di programma per la riqualificazione della strada dal km 1,500 sino alla rotatoria del Margine Rosso, comprendente l'adeguamento dell'asse principale alla categoria B, l'eliminazione di tutte le intersezioni semaforizzate grazie alla realizzazione di nuovi svincoli con rotatorie e cavalcavia, nonché la realizzazione di strade complanari e opere complementari di viabilità locale.
Il tratto compreso tra lo svincolo con la SS 125 e la rotatoria del Margine Rosso è stato declassato a strada comunale e consegnato al Comune di Quartu Sant'Elena nel 2013.

## Galleria d'immagini

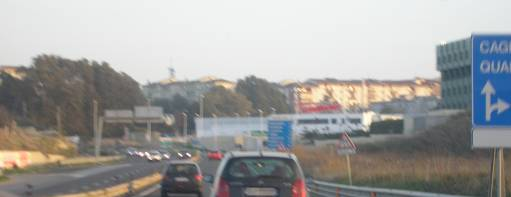
La SS 554 all'altezza degli uffici della Motorizzazione civile di Cagliari
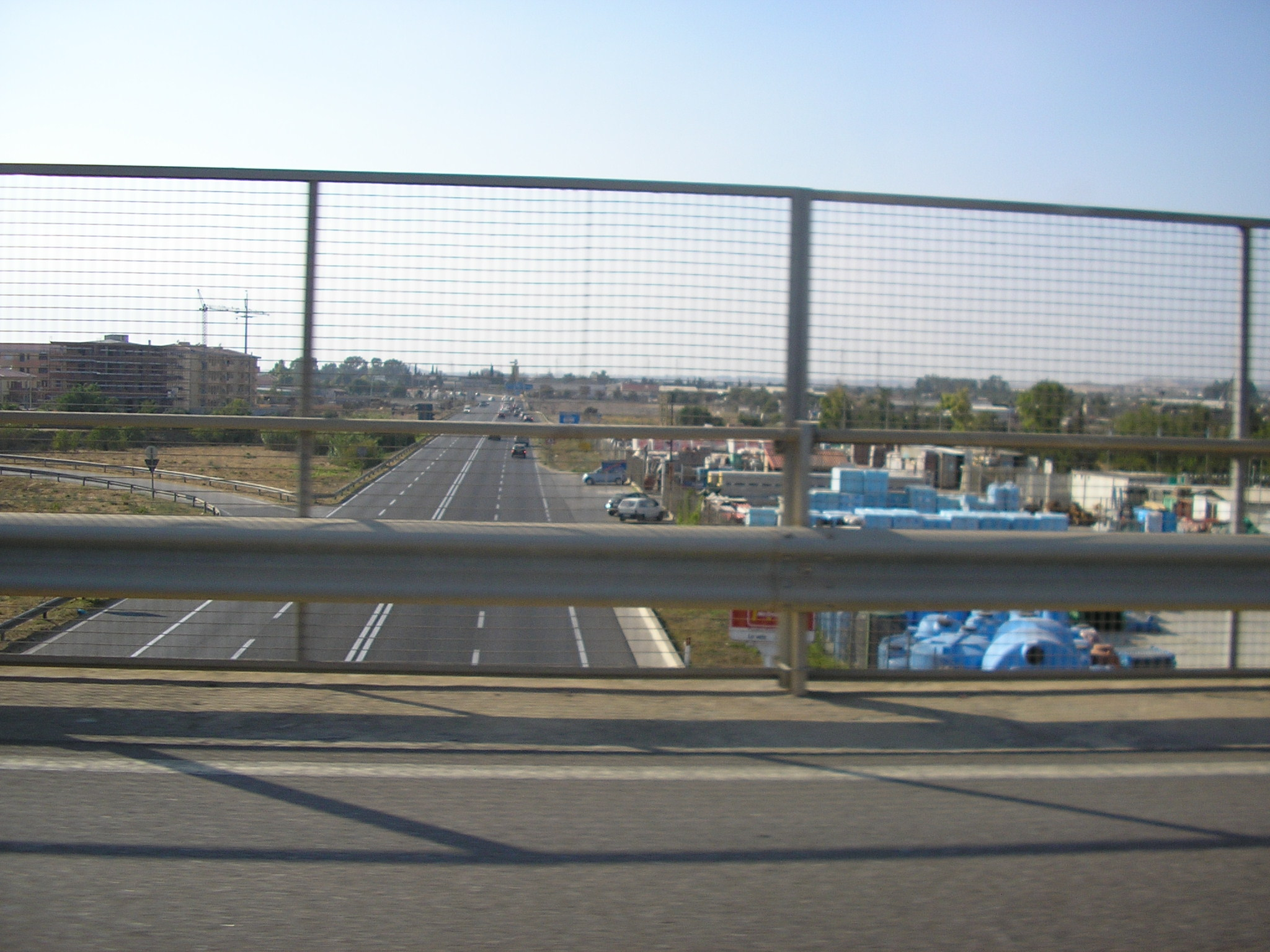
La SS 554 vista da un cavalcavia a Quartucciu
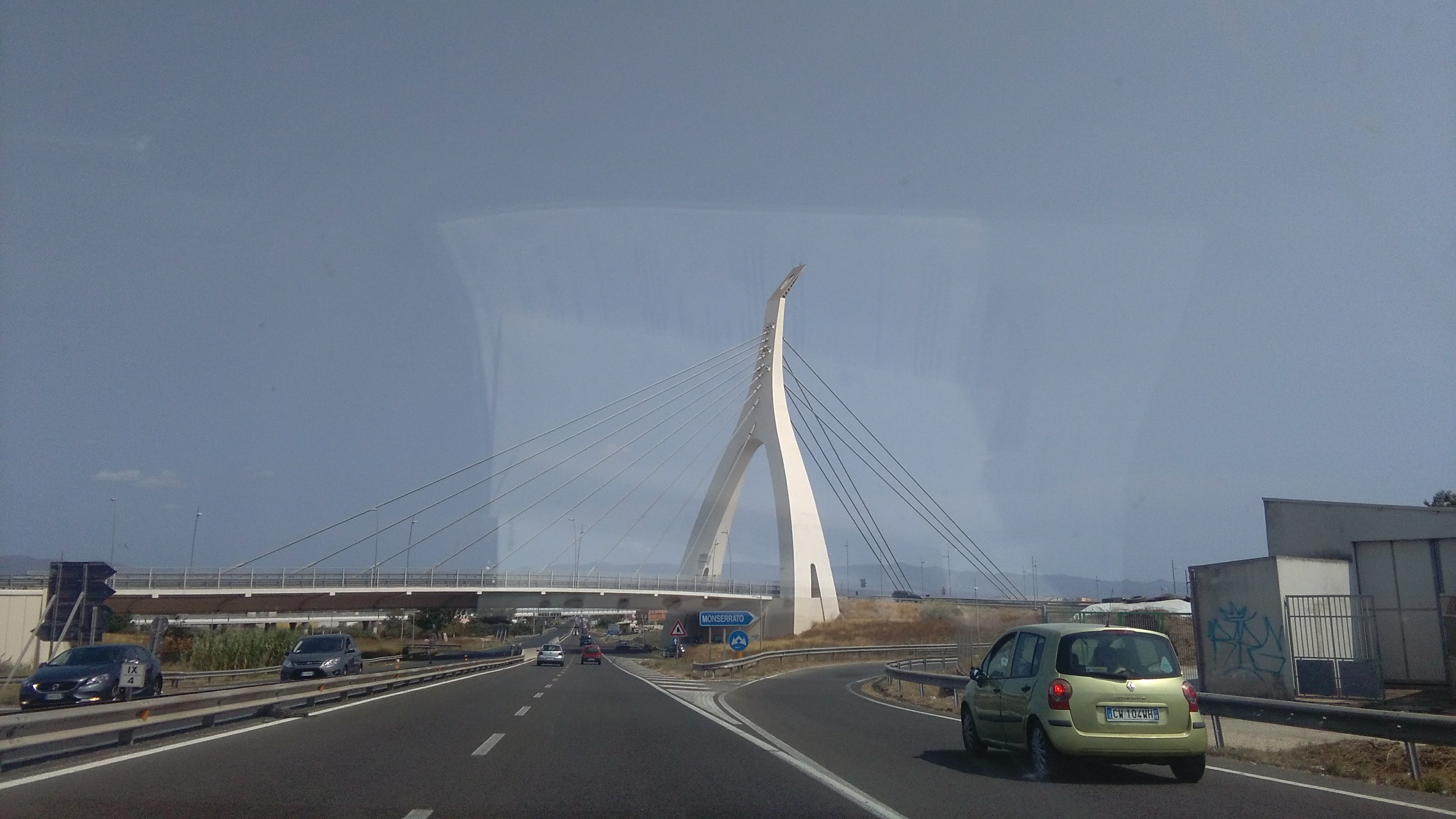
Il cavalcavia al km 5 per Monserrato

## Varianti

### Strada statale 554 bis Nuova Cagliaritana
La strada statale 554 bis Cagliaritana (SS 554 bis), nota anche come Nuova Cagliaritana, già nuova strada ANAS 269 Nuova Cagliaritana (NSA 269) o Nuova SS 554, è una strada statale italiana di recente costruzione, che collega l'area metropolitana di Cagliari con la costa sud-orientale e la strada statale 125 var Orientale Sarda.
La strada ha origine dalla SS 125 al km 15,400 nel territorio del Comune di Quartucciu e termine nella SP 17 in località Terra Mala del Comune di Quartu Sant'Elena. Caratterizzata da una sezione a due carreggiate separate da spartitraffico, ha due svincoli a livelli sfalsati: il primo in località di Niu Crobu e Santu Lianu, il secondo in corrispondenza dell'innesto della SS 125 var.
La strada statale 554 bis Cagliaritana (SS 554 bis) è classificata come Strada extraurbana principale, con limite di velocità fissato a 110 km/h salvo diverse indicazioni.

#### Percorso
| Nuova Cagliaritana |                                                            |      |      |           |
| Tipo               | Indicazione                                                | ↓km↓ | ↑km↑ | Provincia |
|                    | Inizio tratto strada extraurbana principale                |      |      | CA        |
|                    | Orientale Sarda Cagliari - Quartu Sant'Elena - Villasimius | 0,0  | 11,0 | CA        |
|                    | Niu Crobu - Santu Lianu                                    | 5,9  | 4,5  | CA        |
|                    | Orientale Sarda Villasimius - Tortolì - Olbia              | 7,4  | 3,6  | CA        |
|                    | Geremeas - Flumini di Quartu                               | 11,0 | 0,0  | CA        |
|                    | Termine tratto strada extraurbana principale               |      |      | CA        |

#### Galleria d'immagini

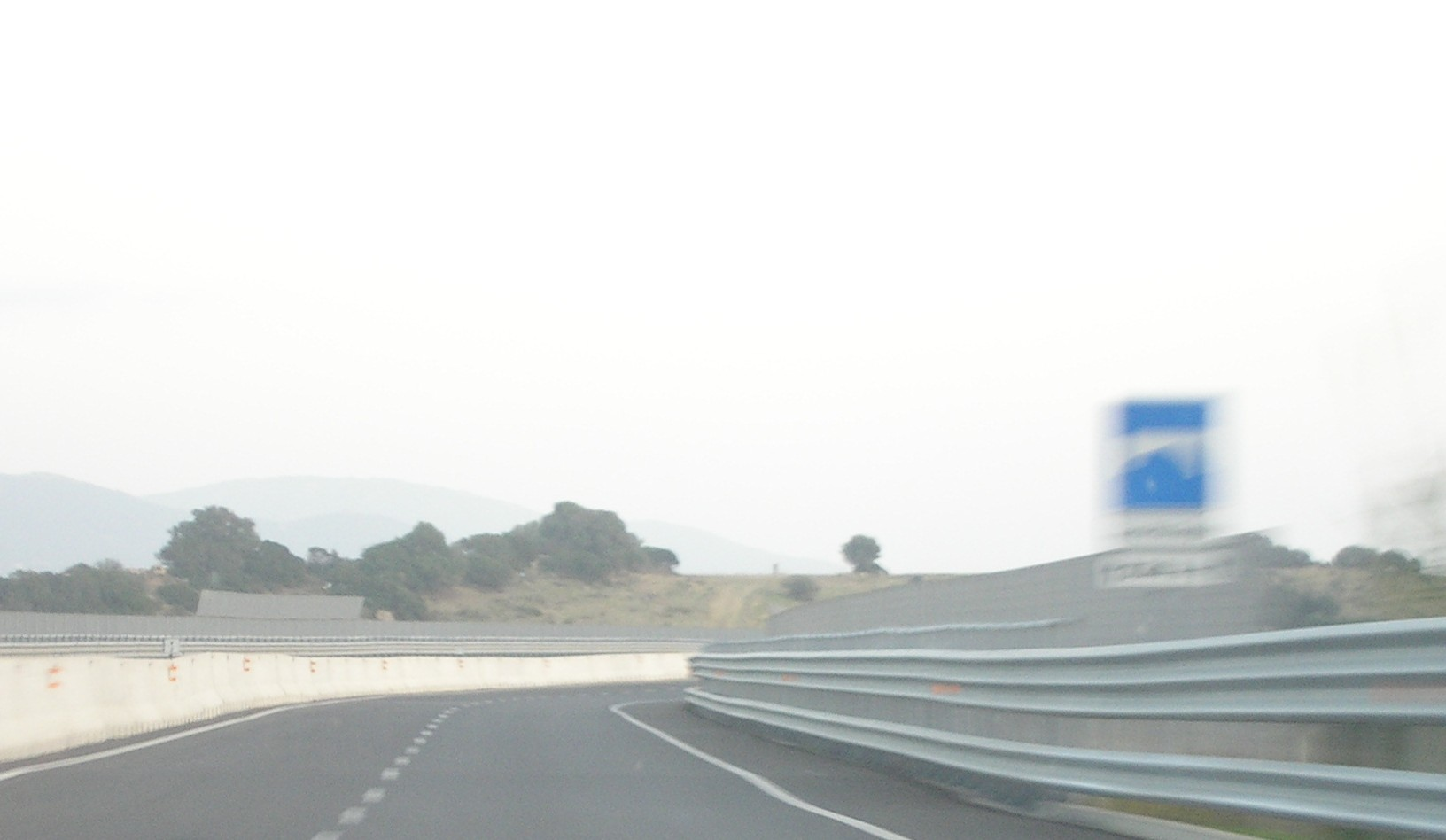
Tratto della nuova SS 554
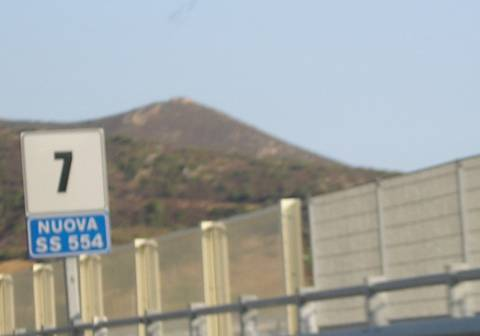
Cartello miliare al 7º km della nuova SS 554
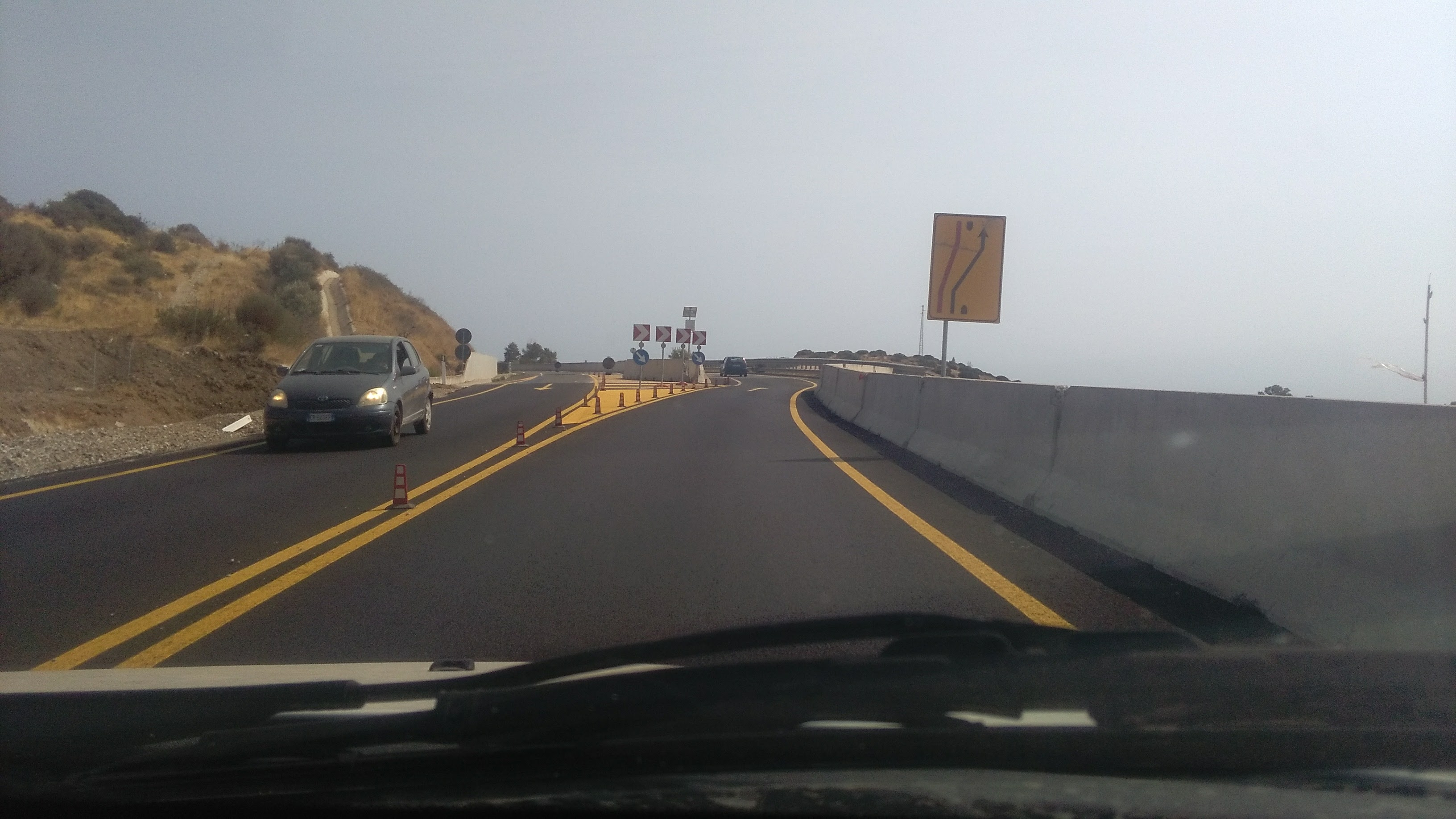
La corsia temporanea, costruita a causa di un cedimento di una parte della strada avvenuto vicino a un cavalcavia